# Füzi Ferenc
Homoródkarácsonyfalvi Füzi Ferenc (Homoródkarácsonyfalva, 1785 körül – Abrudbánya, 1849. május 9.) unitárius lelkész.

## Élete
A székelykeresztúri és a kolozsvári unitárius kollégiumban tanult. Bordoson, majd 1827-től Abrudbányán volt pap. Feleségül vette Szigethi István főkormányszéki hivatalnok leányát, akitől hat fia és egy leánya született. Az 1848–49-es forradalom és szabadságharc alatt Hatvani Imre csapataival együtt elmenekülhetett volna, de nem akarta eklézsiáját elhagyni. 1849-ben román felkelők fejezték le a papi lak küszöbén; felesége, leánya Ágnes, vejével Nagy Károly abrudbányai főbiróval, fiai Sándor, verespataki lelkész, Ferenc zalatnai bányahivatalnok szintén odavesztek; Mihály fiát is, aki ügyvéd volt, feleségével együtt megölték. Kislányának (későbbi asszonyneve: Wattay Béláné) azonban az Ágnes kislányával együtt megkegyelmeztek; Dénes és József nevű fiai is mint Kossuth-huszárok elkerülték a család lemészárlását.

## Munkái
- A békeszerető fejedelem érdemlett végtisztelete egy halotti tanításban, melyet dicső emlékezetű néhai Első Ferencz Austriai császár, apostoli m. király ő felségének érdemlett tiszteletére felsőbb parancsolatból irt, s az Abrudbányai unitarium templomban 1835. ápr. 21. elmondott. Kolozsvár.
- A fejedelem életével a nép boldogsága szorosan összefügg. Egy hálá-adó tanítás. Melyet... Első Ferdinand austriai császár... magyar király uralkodása szül. ünnepén irt és az abrudbányai templomban 1835. ápr. 21. elmondott. Kolozsvár.
- Vallásos vigasztalása egy haldokló édes anyának maradékai sorsa felől... Vitéz Annának... Hanaczkó Zsigmond... feleségének végtiszteletére irt, s... jan. 31. 1836. elmondott. Nagy-Enyed.
- A földi remény veszte, előadva egy halotti tanításban, melyet H. Szentpáli Herczegi Mihály... végtiszteletére Sz. György hava 9. 1837. a verespataki unitárius templomban mondott. Kolozsvár, 1837.
- A püspöknek jótékony befolyása az egyház javára, kifejtve egy halotti tanításban, melyet az Erdélyi nagy Fejedelemségbeli unitárius status volt nagy érdemű püspökének... Körmöczi János végtiszteletére irt s az abrudbányai unitarium templomban január 29. 1837. el is mondott. Kolozsvár, 1837.
- Kettős hódolási irány egy rövid egyházi beszédben foglalva, melyet az Aranyasi Thordai s A. Fejéri unitarius esperesi környékbeli egyházi rend által Első Ferdinand... Ő Felsége iránti hódolati s az erdélyi nemzeti és vallási egyességi sz. eskük letétele alkalmára... elmondott. Kolozsvár, 1838.